# Hilmar Johannes Backer
Hilmar Johannes Backer (Dordrecht, 13 januari 1882 – Glimmen, 29 april 1959) was een Nederlandse hoogleraar in de scheikunde aan de Universiteit Groningen.

## Loopbaan

### Opleiding
Backer werd geboren als zoon van Johannes Petrus Backer, commissionair in zaden en oliën, die handel dreef onder de naam Stenbith & Co. Als kind experimenteerde Backer al met chemische stoffen, zoals in welke verhouding kaliumchloraat en zwavel boven kachelvuur reageren. Na de lagere school bezocht hij het gymnasium in Dordrecht en beoefende daarnaast het houtsnijden op de Dordtse Huisvlijtschool. In 1900 begon hij aan zijn studie scheikunde aan de Rijksuniversiteit Leiden, waar hij woonde aan de Breestraat, zich aansloot bij het Leids Studentencorps en lid werd van het dispuutgezelschap voor wis- en natuurwetenschappen Christiaan Huygens. Op 10 juli 1903 behaalde hij zijn kandidaats en studeerde op 13 januari 1906 af; tijdens zijn studie werkte hij als repetitor natuurkunde en scheikunde en maakten vooral de hoogleraren H.A. Lorentz (theoretisch fysicus) en A.P.N. Franchimont (organische chemie) veel indruk op hem.

### Promotie en vroege wetenschappelijke loopbaan
Gedurende zijn promotietijd (bij Franchimont) bracht Backer enige tijd door aan de Universiteit van Giessen, ter bestudering van de elektrochemie in de organische chemie, onder leiding van professor K. Elbe. Hij promoveerde op 6 juli 1911 in Leiden op het proefschrift De nitraminen en hun elektrochemische reductie tot hydrazinen (over de reductie van nitraminen, tegenwoordig nitrosamine genaamd). Dit proefschrift werd een jaar later, in het Duits vertaald, opgenomen in de Sammlung chemischer und chemisch-technisch-technischer Vorträge, onder redactie van professor W. Herz te Breslau. Tijdens zijn promotieonderzoek vond Backer een verbeterde bereidingswijze van dimethylhydrazine, die een standaard bereiding werd. Een methode die voor de bereiding van brandstof voor het Apolloproject werd gebruikt was de samenvoeging van dimethylhidrazine met hydrazine en distikstoftetraoxide; dit was volgens een methode die door Backer al in zijn promotietijd was bedacht en in zijn proefschrift uitgewerkt. Iets vergelijkbaars gebeurde met triamonitrinitrobenzeen (TATB); deze verbinding was aan het einde van de negentiende eeuw al gesynthetiseerd, maar toen Backer TATB wilde gaan onderzoeken als planradiaire verbinding bedacht hij een betere synthese; deze verbinding bleek later goed geschikt als explosief in raketten vanwege de goede stabiliteit bij hoge temperaturen en de schokbestendigheid. Het Amerikaanse leger gebruikte na de Tweede Wereldoorlog Backers synthese om TATB te produceren en ontwikkelde op basis hiervan ook een syntheseroute voor de vergelijkbare springstof trichlorotrinitrobenzeen (TCTNB).

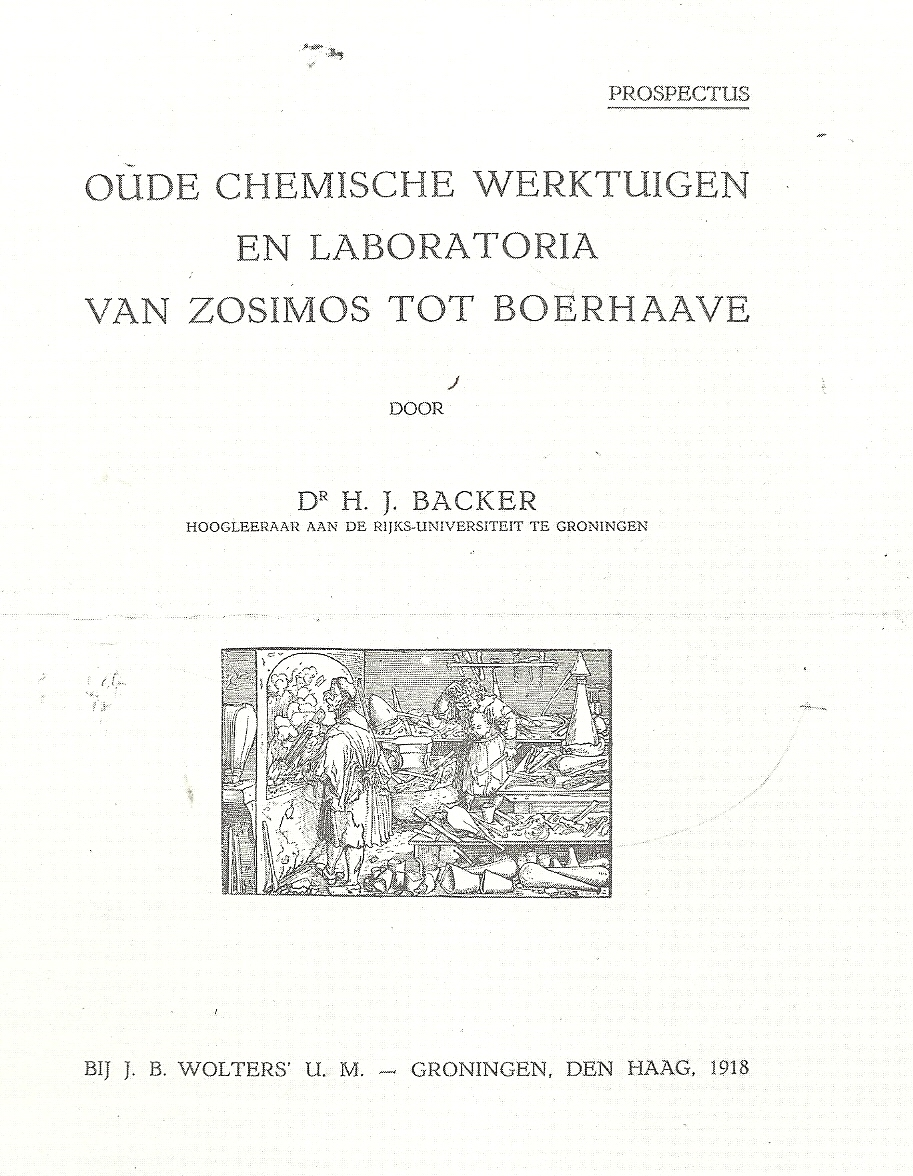
Boek dat Backer in 1918 publiceerde.

Na zijn promotie werkte hij een half jaar op het Davy-Faraday-laboratorium in Londen en werd vervolgens privaat-docent van Franchimont. In 1912 nam hij deel aan een wetenschappelijke expeditie naar Maastricht voor de bestudering van de totale zonsverduistering en ook behoorde hij in die tijd tot de kring die rond Paul Ehrenfest, de opvolger van Lorentz, discussieerden over natuurwetenschappelijke onderwerpen. In 1913 werd hij toegelaten als privaatdocent aan de Leidse Universiteit om onderwijs te geven in de fysische methoden der organische chemie.  In november 1914 werd Backer benoemd tot assistent bij de Gemeentelijke Keuringsdienst voor Voedingsmiddelen in Den Haag onder dr. J.D. Philippo.  Aanvankelijk deed hij onderzoek naar de bepaling van organische stoffen in drinkwater maar tijdens de Eerste Wereldoorlog werd hij door de gemeente Den Haag belast met de voedseldistributie.
In  1915 werd hij benoemd tot scheikundige aan het laboratorium van het Ministerie van Financiën te Amsterdam, waar men onderzoek deed dat betrekking had op de heffing van suikeraccijns. In maart 1916 werd hij benoemd tot hoogleraar in de organische chemie, tevens belast met het propedeutisch onderwijs aan de Rijksuniversiteit van Groningen, als opvolger van professor J.F. Eykman. Hij aanvaardde zijn nieuwe ambt op 20 mei 1916 met een rede getiteld: Macht en idealen der organische chemie.

### Hoogleraarschap in Groningen
Toen Backer in Groningen begon waren er in totaal vier studenten scheikunde, in 1919 waren het er bijna veertig en in 1924 waren het er tachtig. Aanvankelijk bestudeerde Backer in Groningen vooral verbindingen met twee functionele groepen. Nadat hij vele sulfocarbonzuren had onderzocht ging hij verder met onder meer arseencarbonzuur en seleencarbonzuur. Hij zocht vooral naar de wetmatigheden van de fysische eigenschappen van stoffen als functie van de structuur. Daarnaast was hij zeer geïnteresseerd in de kristallografie; in de jaren dertig zou hij, samen met Terpstra, enige kristallografische publicaties schrijven.

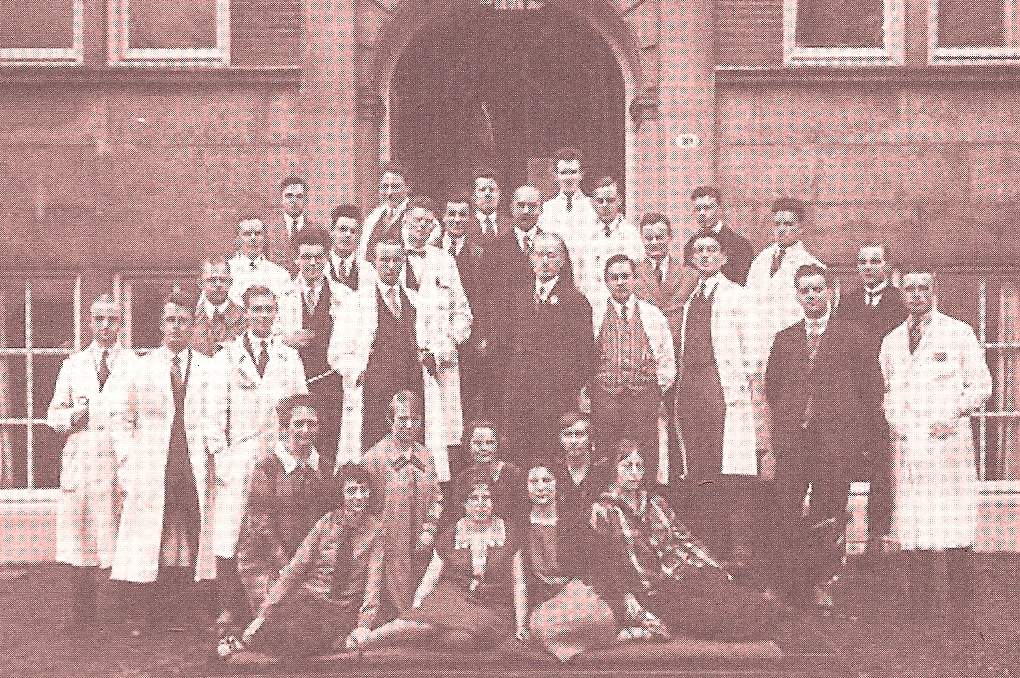
Professor Backer voor zijn laboratorium

Het wetenschappelijk onderzoek van Backer en zijn leerlingen droeg in het begin het stempel van zijn leermeester Franchimont. Er werden vooral alifatische verbindingen onderzocht, waarbij speciale aandacht werd besteed aan de rangschikking van de atomen in het molecuul. Zo werden alifatische sulfocarbonzuren in hun optische antipoden gesplitst, waarop onderzoekingen volgden over de splitsing in optische antipoden van andere eenvoudige asymmetrische methaanderivaten en van de eenvoudigste spirocyclische verbindingen. Ook Backers werk over "gevulde moleculen" getuigde van zijn belangstelling voor stereochemische problemen. In latere jaren leverde hij diverse bijdragen op het gebied van chemotherapeutische preparaten. Giftige bestanddelen uit verschillende plantensoorten werden onderzocht, diverse syntheses in de groep der sterolen en sulfamiden werden verricht. Naast vele publicaties kwamen onder Backers leiding 72 dissertaties tot stand
Van 1930-1931 was Backer rector magnificus van de Universiteit van Groningen; als afscheidsrede van deze functie gaf hij onder de titel Simplex Sigillum Veri (eenvoud is het kenmerk van het ware) een populair-wetenschappelijke uitleg over de organische chemie. Uit hoofde van zijn functie was hij toen lid van het bestuur van het Groninger Universiteits Fonds. Kort voor het einde van de Tweede Wereldoorlog (4 april 1945) werd hij gearresteerd wegens de illegale activiteiten van zijn voormalige huisgenoot Lammert Heringa (naar wie later een straat genoemd zou worden in Gorredijk) en in de gevangenis gezet, waar hij de cel deelde met de verzetsman A.E. Gorter (die op 9 april 1945 vermoord werd in Bakkeveen). Niet lang na het einde van de oorlog werd Backer benoemd tot lid van het Comité Scientifique van het Institut International de Chimie Solvay in Brussel, dat eens in de drie jaar een conferentie organiseerde over een actueel onderwerp voor een selecte groep onderzoekers. Hij gaf daar zelf ook in 1947 een lezing over isotopen en in 1950 over het mechanisme van oxidatie. 

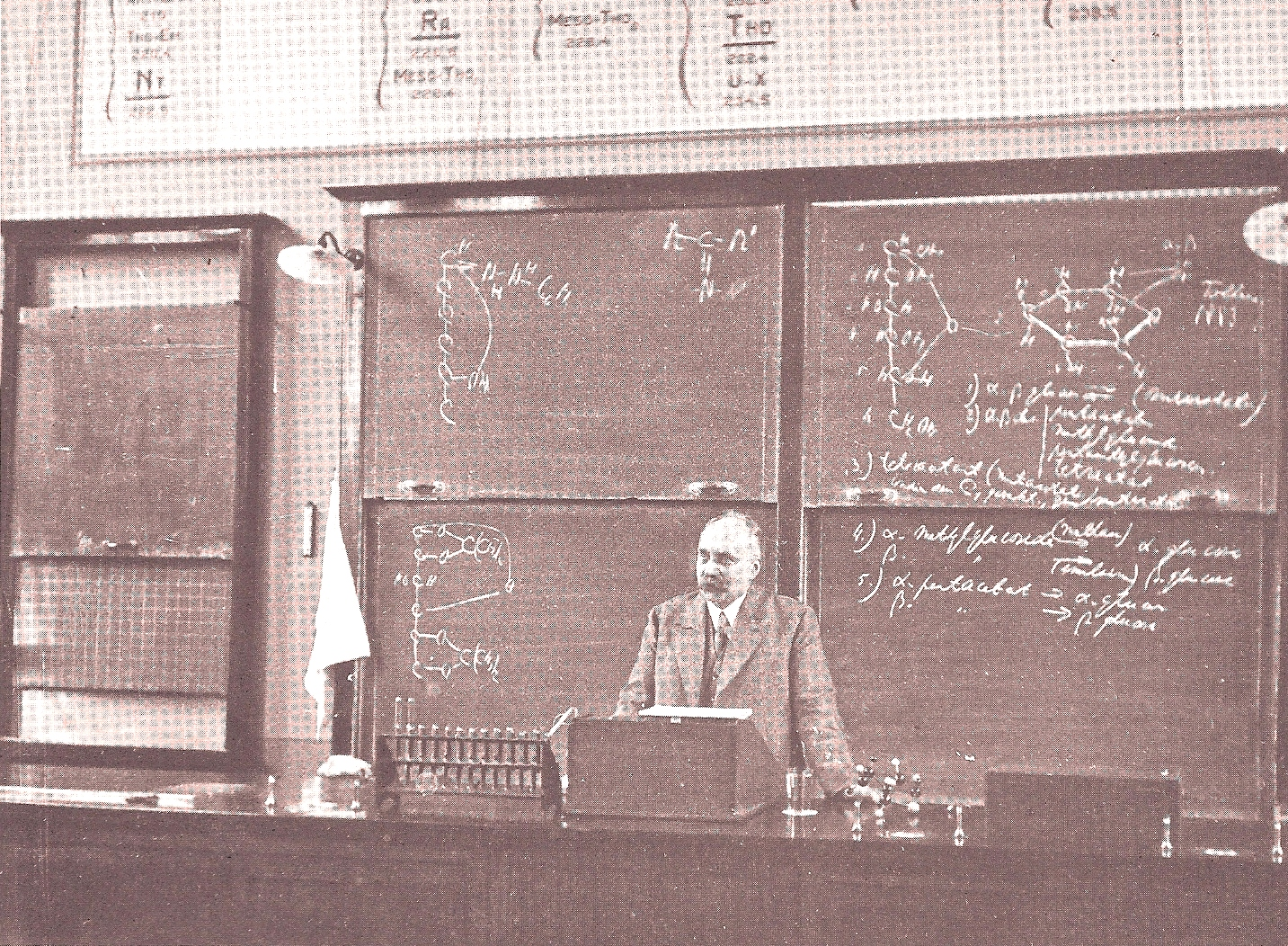
Professor Backer geeft college

Hij was verder in deze tijd een veelgevraagd gastdocent en spreker op congressen. Op 29 augustus 1952 hield Backer zijn afscheidscollege over natuurstoffen met bijzondere structuren; in zijn rede sprak hij de verwachting uit dat de organische chemie nog lang niet zijn hoogtepunt bereikt had en dat er in de toekomst nog belangrijke vorderingen gemaakt zouden worden. Er werd een plaquette aangeboden, gemaakt door Willem Johannes Valk. In de jaren vijftig werd er een herdruk gepubliceerd van Backers boekje uit 1918 Oude chemische werktuigen en laboratoria van Zosimos tot Boerhave.

### Publicaties
Backer beschreef in 1912 de ontwikkeling van de mijnlamp door Davy, vooral met betrekking tot het mijngas. Op verzoek van het Chemisch Weekblad schreef hij een artikel over de eerste Nederlandse suikerfabriek (waarvan de oprichter familie van hem was), naar aanleiding van een lezing op de vergadering van de Algemene Technische Vereniging van Beetwortelsuikerfabrikanten en Raffinadeurs (1913). 
Backer publiceerde in 1923 in het Nederlands Tijdschrift voor Geneeskunde een artikel over de relatie tussen chemische symboliek en de Babylonische cultuur. In 1953 schreef hij naar aanleiding van het bestaan van de Koninklijke Nederlandse Chemische Vereniging een artikel met daarin de ontwikkeling van 50 jaar Nederlandse chemie. Specifiek over zijn vakgebied, de organische chemie, had Backer 323 publicaties op zijn naam staan.

### Decoraties en eredoctoraten
Backer werd in de loop der jaren benoemd tot erelid van de Groninger Natuurwetenschappelijke Excursievereniging (waarvan hij de initiator was), van de Groningse Natuurfilosofische Faculteitsvereniging, van het Natuurkundig Genootschap te Groningen en de Vereniging voor Pedagogisch Onderwijs. Hij werd in 1950 lid van de Koninklijke Nederlandse Akademie van Wetenschappen, was ridder in de Orde van de Nederlandse Leeuw en erelid van de Koninklijke Nederlandse Chemische Vereniging. De Société Chimique de Belgique schonk hem in 1948 de Prix Chavannes-Pinkus en Backer was verder corresponderend lid van de Académie des Sciences te Parijs (1953) en Membre du Comité Scientifique de l'Institut International de Chimie Solvay te Brussel en later Membre Honoraire. Hij ontving eredoctoraten van de universiteiten van Rijsel (1953) en van Gent (1953) en werd om zijn grote verdiensten voor de Franse cultuur en de Franse taal door de Franse regering benoemd tot Ridder in het Legioen van Eer (1956). In 1951 was hij invited speaker bij de eerste conferentie over zwavelchemie in Bloomington. Promovendi van Backer waren onder meer J.H. de Boer (1899-1971), die zich later ontwikkelde tot een van de meest vooraanstaande chemici van Nederland in zijn tijd en Th.J. de Boer (1924-2003), later hoogleraar te Amsterdam; van zijn 72 promovendi werden 7 anderen eveneens hoogleraar (W. Burgers, H. Mulder, J. van der Zanden, J. Strating, W. Perdok, W. Stevens en H. kloosterziel).
Ter gelegenheid van zijn 25-jarig jubileum als hoogleraar werd geld ingezameld en besteed aan een Hilmar Johannes Backerfonds (tegenwoordig met een kapitaal van 1 miljoen euro), dat nog steeds jonge organisch chemici stimuleert. Jaarlijks wordt de KNCV-Backerprijs uitgereikt voor het beste proefschrift op het gebied van de organische chemie en eveneens jaarlijks wordt een excellerende wetenschapper uitgenodigd voor het geven van de Backer lecture en een aantal gastcolleges aan de Rijks Universiteit Groningen. 
Backer overleed na een periode van afnemende (geestelijke en lichamelijke) gezondheid in april 1959 en werd begraven op de begraafplaats Esserveld.